# 银叶桂
银叶桂（学名：Cinnamomum mairei）为樟科肉桂属的植物，为中国的特有植物。分布于中国大陆的云南、四川等地，生长于海拔1,300米至1,800米的地区，见于林中，目前尚未由人工引种栽培。

## 别名
桂皮树（四川瓦山） 关桂（四川平武） 樟桂（四川峨眉） 银叶樟（中国树木志略） 川桂皮（中国高等植物图鉴）